# Mario Vaccari

Bischofswappen von Mario Vaccari

Mario Vaccari OFM (* 5. Februar 1959 in Genua) ist ein italienischer Ordensgeistlicher und römisch-katholischer Bischof von Massa Carrara-Pontremoli.

## Leben
Mario Vaccari erwarb zunächst im Jahr 1982 einen Abschluss in Wirtschafts- und Handelswissenschaften an der Fakultät für Wirtschaftswissenschaften der Universität Genua. Er war als Finanzberater tätig, bis er 1991 der Ordensgemeinschaft der Franziskaner beitrat. Am 4. September 1993 legte er die erste Profess ab. Sein Theologiestudium schloss er 1997 an der Theologischen Fakultät von Norditalien in Genua ab. Am 7. April desselben Jahres legte er die ewige Profess ab und empfing am 8. Dezember 1998 das Sakrament der Priesterweihe.
Neben Tätigkeiten in der Pfarrseelsorge war er Guardian und Begleiter der Mitbrüder mit zeitlicher Profess. Auf der Ebene der Ordensprovinz war er als Provinzialdefinitor und Rechtsvertreter tätig. Von 2009 bis 2016 war er Provinzialminister der ligurischen Ordensprovinz der Franziskaner. Nach der Zusammenlegung der Provinzen wurde er 2016 Provinzialvikar der norditalienischen Franziskanerprovinz und 2019 in diesem Amt bestätigt. Er wirkte zudem an der Entwicklung neuer Gemeinschaftsformen innerhalb seines Ordens mit.
Papst Franziskus ernannte ihn am 24. Februar 2022 zum Bischof von Massa Carrara-Pontremoli. Der Apostolische Administrator von Massa Carrara-Pontremoli und emeritierte Bischof von Piacenza-Bobbio, Gianni Ambrosio, spendete ihm am 22. Mai desselben Jahres auf der Piazza degli Aranci im Zentrum von Massa die Bischofsweihe. Mitkonsekratoren waren der Bischof von Savona-Noli, Calogero Marino, und der emeritierte Bischof von Grosseto, Rodolfo Cetoloni OFM.